# 湊町 (栃木市)

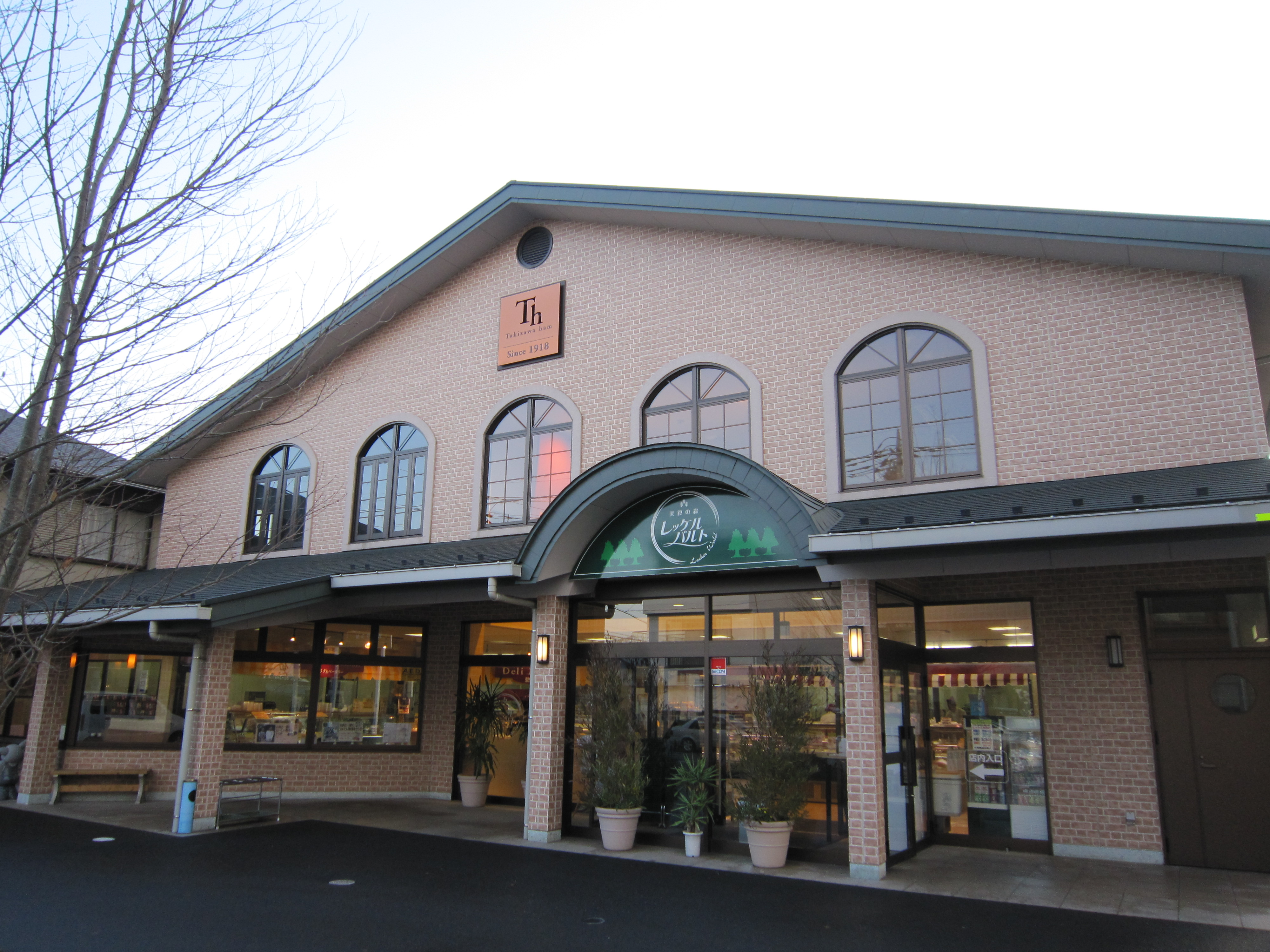
滝沢ハムレッケルバルト栃木本店

湊町（みなとちょう）は、栃木県栃木市の町名。2010年12月31日現在の住民基本台帳による人口は502人、世帯数は231世帯。 全域で住居表示を実施している。郵便番号は328-0045。
　

## 地理
栃木市の中央部、中心市街地の南西部に位置し、東部を南北に巴波川が流れる。北で入舟町、東で 倭町、南で富士見町・境町、西で祝町と隣接する。
巴波川沿いには「うずま川綱手道」と呼ばれる遊歩道が整備され、対岸の倭町側に連続する蔵屋敷を望めることから蔵の街観光の周遊ルートのひとつとなっており、土休日には多くの観光客の姿が見られる。また、白旗八幡宮や二荒山神社、白旗山勝泉院が立地するなど寺社が多く見られる。

### 河川
- 巴波川

## 歴史
もとは栃木町大字片柳の一部であり、市制施行時の大字の廃止により大字片柳のうち字湊、字白旗が湊町として成立した。「湊」の地名の由来は、元禄年間の頃から現在の幸来橋付近に片柳河岸が巴波川舟運の物資の集積地として栄えたことによる。

### 沿革
- 1937年（昭和12年）4月1日 - 市制施行と同時に栃木町大字片柳のうち、字湊と字白旗が栃木市湊町となる。
- 1963年（昭和38年）8月1日 - 住居表示の実施により、入舟町の一部を編入する。

## 世帯数と人口
2017年（平成29年）8月31日現在の世帯数と人口は以下の通りである。
| 町丁 | 世帯数  | 人口  |
| ---- | ------- | ----- |
| 湊町 | 198世帯 | 407人 |

### 人口の変遷
総数 [戸数または世帯数：  、人口：  ]
| 1950年（昭和25年） | 292世帯 1,382人 |
| 1983年（昭和58年） | 291世帯 949人   |
| 2010年（平成22年） | 233世帯 504人   |
| 2017年（平成29年） | 203世帯 418人   |

## 学区
市立小・中学校に通う場合、学区は以下の通りとなる。
| 番地 | 小学校                 | 中学校               |
| ---- | ---------------------- | -------------------- |
| 全域 | 栃木市立栃木中央小学校 | 栃木市立栃木西中学校 |

## 交通

### 鉄道
鉄道は町域内を通っていない。

### バス
関東自動車
- 國學院線 : 第一小学校前

### 道路・橋梁
道路
- 栃木県道75号栃木佐野線（皆川街道）
- 栃木県道269号太平山公園線（女子高通り）

橋梁
- 湊橋
- 倭橋
- 幸来橋
- 巴波川橋

### 水運
- 蔵の街遊覧船[10] - 幸来橋～瀬戸河原公園間を往復する遊覧船。

## 施設
行政
- 湊町公民館

教育
- ヤマト文化専門学校

寺社
- 二荒山神社
- 白幡八幡宮
- 白幡山勝泉院